# مینیاپولیس
مینیاپولیس (به انگلیسی: Minneapolis) مرکز شهرستان هنپین، شهر بزرگتر شهرهای دوقلو، چهاردهمین شهر بزرگ ایالات متحده، و شهر بزرگ ایالت مینه‌سوتا است. بر اساس آمار ۲۰۱۳ این شهر چهل و ششمین شهر پرجمعیت ایالات متحده است. مینیاپولیس به همراه سینت پال بزرگترین مرکز اقتصادی غرب میانه بعد از شیکاگو می‌باشد.
مینیاپولیس در دو سمت رود می‌سی‌سی‌پی درست در شمال محل تلاقی آن با رود مینه‌سوتا واقع می‌باشد. این شهر از نظر منابع آب بسیار غنی می‌باشد علاوه بر واقع شدن در دوسوی رود می‌سی‌سی‌پی شهر دارای دریاچه‌های متعدد، آبشار، و آبگیر می‌باشد. شهر مینیاپولیس زمانی به‌دلیل دارا بودن آسیاب‌های آبی فراوان پایتخت آسیاب‌های آبی دنیا نامیده می‌شد.

## نام‌گذاری
نام‌گذاری این شهر به اولین معلم مدرسه شهر به‌نام چارلز هاوکس نسبت داده می‌شود. مینیاپولیس ترکیب دو کلمه مینه که در زبان سینوکسی به معنای آب می‌باشد و کلمه پولیس که در زبان یونانی به معنای شهر می‌باشد.

## تاریخچه
تا پیش از آمدن جهانگردان فرانسوی در حدود سال ۱۶۸۰ به این منطقه، افراد قبیله سو داکوتا تنها شهروندان منطقه کنونی شهر مینیاپولیس بودند. در سال ۱۸۱۹ زمینه مهاجرت گسترده سفید پوستان به این منطقه با ساخت قلعه اسنلینگ توسط ارتش ایالات متحده فراهم شد و توسعه این منطقه شدت یافت. در همان سال‌ها دولت ایالات متحده قبیله پدواکنتون شاخه‌ای از قبیله داکوتا را مجبور به فروش زمین‌هایشان کرد که با این‌کار زمینه مهاجرت مردم از شرق به این منطقه را فراهم نمود. مجلس قانون‌گذاری مینه سوتا اجازه تشکیل شهر کنونی مینیاپولیس را در سال ۱۸۵۶ به‌عنوان شهر در قسمت غربی رودخانه می‌سی‌سی‌پی صادر نمود. مینیاپولیس در سال ۱۸۶۷ به عنوان شهر به ثبت رسید و از همان سال سرویس ترابری ریلی بین مینیاپولیس و شیکاگو آغاز شد. در سال ۱۸۷۲ قسمت شرق رودخانه شهر سنت آنتونی نیز به مینیاپولیس ملحق شد.

## اقتصاد
مینیاپولیس-سنت پال دومین مرکز اقتصادی در غرب میانه ایالات متحده بعد از شیکاگو می‌باشد. اقتصاد امروزی مینیاپولیس بر مبنای تجارت، امور مالی، راه‌آهن و خدمات حمل و نقل، مراقبت‌های بهداشتی، و صنعت استوار است. بخش‌ها تجاری کوچکتر شمال‌اند بر چاپ و نشر، آسیاب، صنایع غذایی، هنرهای گرافیک، بیمه، آموزش، و فناوری‌های پیشرفته استوار است. صنایع در این منطقه بر تولید فلزات و قطعات اتومبیل، مواد شیمیایی و کشاورزی، لوازم الکترونیک، رایانه، لوازم دقیق پزشکی، پلاستیک‌ها، و ماشین‌کاری استوار است.
مقر اصلی شرکت‌های بزرگ بسیاری ازجمله تارگت و بانک فدرال رزرو مینیاپولیس در این شهر قرار دارد.

## ورزش
این شهر دارای چندین مجموعه بزرگ ورزشی ازجمله تارگت سنتر، مترودوم، و تی سی اف می‌باشد. هم‌اکنون مجموعه بزرگ دیگری با نام یو اس بانک به جای مترودوم در مرکز شهر مینیاپولیس درحال احداث می‌باشد. مینیاپولیس خانه تیم بسکتبال مینه‌سوتا تیمبرولوز و تیم فوتبال مینه‌سوتا وایکینگز می‌باشد.

## مراکز دانشگاهی
- دانشگاه مینه‌سوتا
- کالج آوگسبرگ
- دانشکدهٔ پزشکی و پیراپزشکی دانشگاه سنت کاترین
- کالج هنر و طراحی مینیاپولیس
- کالج تکنولوژی و ارتباطات مینیاپولیس

## مراکز گردشگری
- کتابخانه شهرستان هنپین
- مؤسسه هنر مینیاپولیس
- پارک مجسمه مینیاپولیس
- موزه هنری والکر
- آبشار سنت آنتونی
- دریاچه کالهون